# Goganpani (Dailekh)
Goganpani (nepalski: गोगनपानी) – gaun wikas samiti w zachodniej części Nepalu w strefie Bheri w dystrykcie Dailekh. Według nepalskiego spisu powszechnego z 2011 roku liczył on 657 gospodarstw domowych i 3220 mieszkańców (1677 kobiet i 1543 mężczyzn).